# Giuseppe Passalacqua
Giuseppe Caspar Ludwig Passalacqua, eingedeutscht Joseph Passalacqua, (* 26. Februar 1797 (Taufe) in Triest; † 18. April 1865 in Berlin) war ein italienischer Unternehmer, der sich auf den Handel und die Sammlung von altägyptischen Artefakten spezialisierte. Seine Sammlung wurde zum Grundstock des Ägyptischen Museums Berlin, dessen erster Leiter er auch war.

## Leben und Leistungen

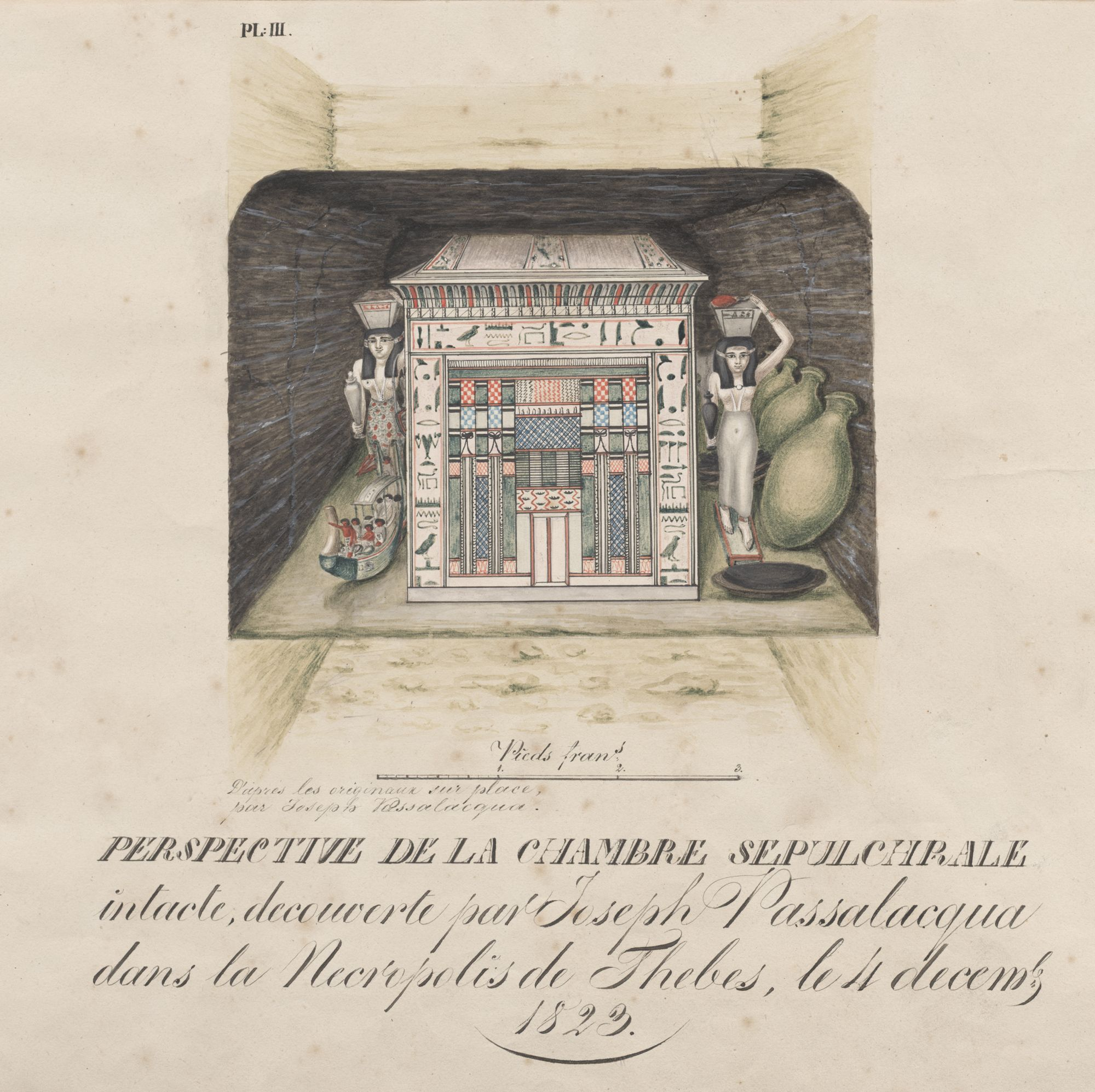
Funde im Grab des Mentuhotep in Theben, Zeichnung Passalacquas (1832)

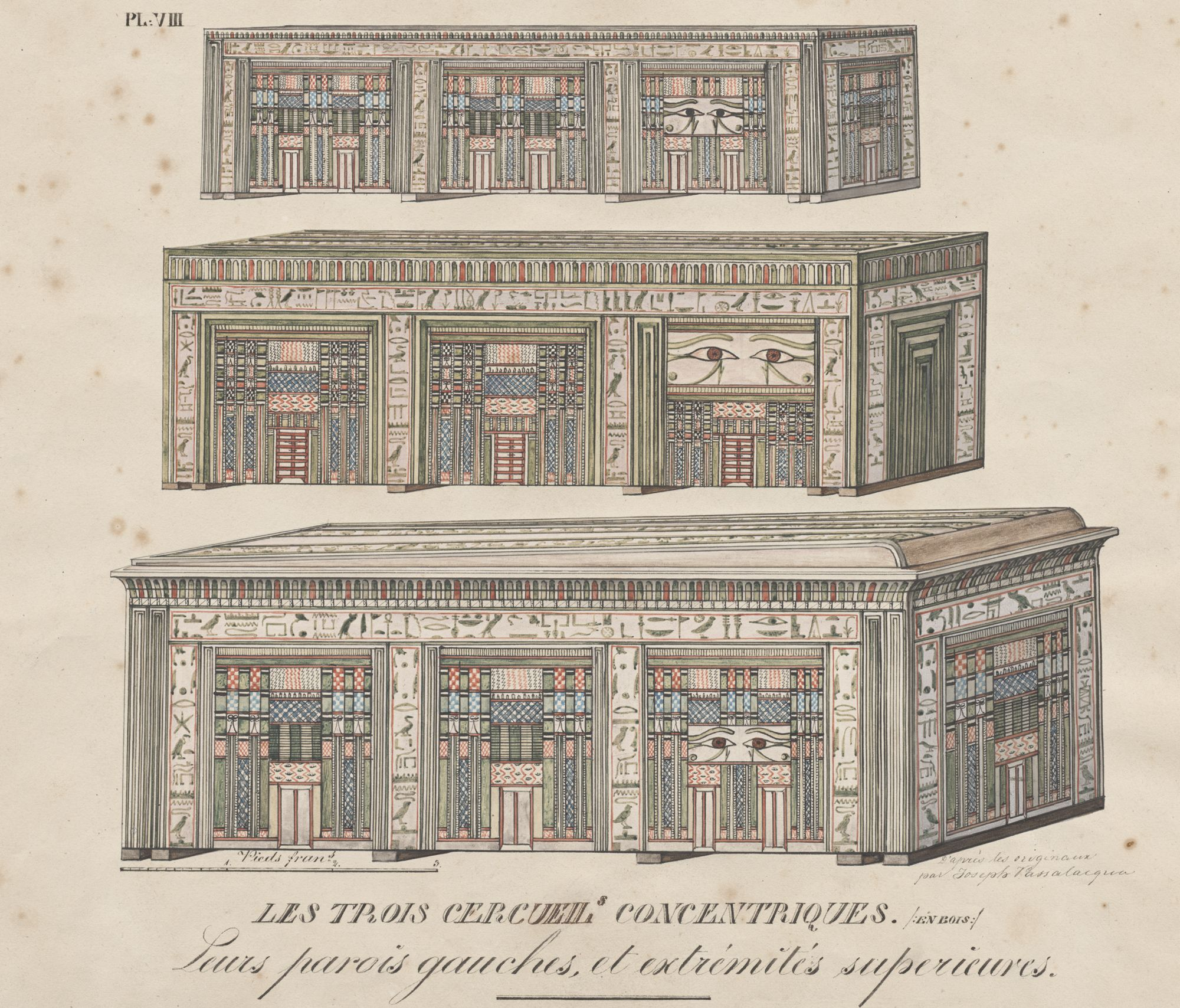
Die Särge des Mentuhotep, Zeichnung Passalacquas (1832)

Giuseppe Passalacqua ging nach Ägypten, um dort mit Pferden zu handeln. Da dieses Geschäft keinen Erfolg hatte, widmete er sich dem Handel mit altägyptischen Artefakten, der seit einigen Jahrzehnten florierte. Von 1822 bis 1825 ließ er in Deir el-Bahari am Nil-Westufer von Theben Gräber von Priestern und Priesterinnen ausgraben. Weitere Ausgrabungen führten ihn etwa 1826 zu den Pyramiden von Sakkara, wo er mehrere bedeutende medizinische Papyri, wie den von ihm bereits 1823 erworbenen über fünf Meter langen, sogenannten „Papyrus Brugsch“ (Papyrus Berlin 3038) entdeckte. 1826 stellte er seine 1.600 Stücke umfassende Sammlung in der Pariser Galerie Vivienne aus. Hierbei nutzte er ein neuartiges Ausstellungskonzept, mit dessen Hilfe er die Artefakte thematisch anordnete und über einen Katalog erschloss. Vereinfacht wurde der Zugang durch ausführliche Beschriftungen und zum Teil durch Übersetzungen der Ägyptischen Hieroglyphen. Zu den hochrangigen Besuchern gehörte unter anderem Friedrich Wilhelm III. Er bot seine Sammlung dem französischen Staat zum Kauf an, der dies jedoch ablehnte. 1828 kaufte indes Friedrich Wilhelm III. den Großteil der Sammlung und ließ sie von Passalacqua im Schloss Monbijou in der thematischen Ausrichtung des Pariser Salons aufstellen. Gleichzeitig wurde Passalacqua mit einem Jahresgehalt von 1000 Talern und einer persönlichen Zulage von 600 Talern als Aufseher der ägyptischen Sammlung und damit als Direktor auf Lebenszeit angestellt und somit erster Leiter der Ägyptischen Sammlung, später Teil des Königlichen Kunstmuseums und heute des Ägyptischen Museums Berlin. Bei der Aufstellung orientierte er sich an Jean-François Champollions Konzept im Pariser Louvre. 1832 wurde das Museum öffentlich und schnell mit bis zu 13.0000 Besuchern im Monat ein großer Publikumserfolg. Die Ägyptologie erarbeitete sich der akribische Arbeiter Passalacqua von Grund auf selbst und erreichte ein beachtliches wissenschaftliches Niveau, selbst die Ägyptischen Hieroglyphen lernte er bis zu einem gewissen Punkt zu lesen und entwickelte dafür eine besondere Vorliebe. Deshalb sorgte er auch für die Überführung der Papyrussammlung aus der Königlichen Bibliothek in die Ägyptologische Sammlung, wo sie seit 1835 im extra dafür eingerichteten Papyrussaal präsentiert wurde. Mit dem Erwerb der Sammlung Drovetti im Jahr 1837 wurde das Ausstellungskonzept noch diffiziler. Mit 37 Jahren leitete kein anderer Direktor die Sammlung länger als Passalacqua. Sein Nachfolger in der Leitung des Ägyptischen Museums wurde Karl Richard Lepsius, nicht Heinrich Brugsch, der diese Stelle gern bekommen hätte und von Passalacqua bei seinen Studien gefördert wurde. Lepsius war seit 1855 Mitdirektor Passalacquas.

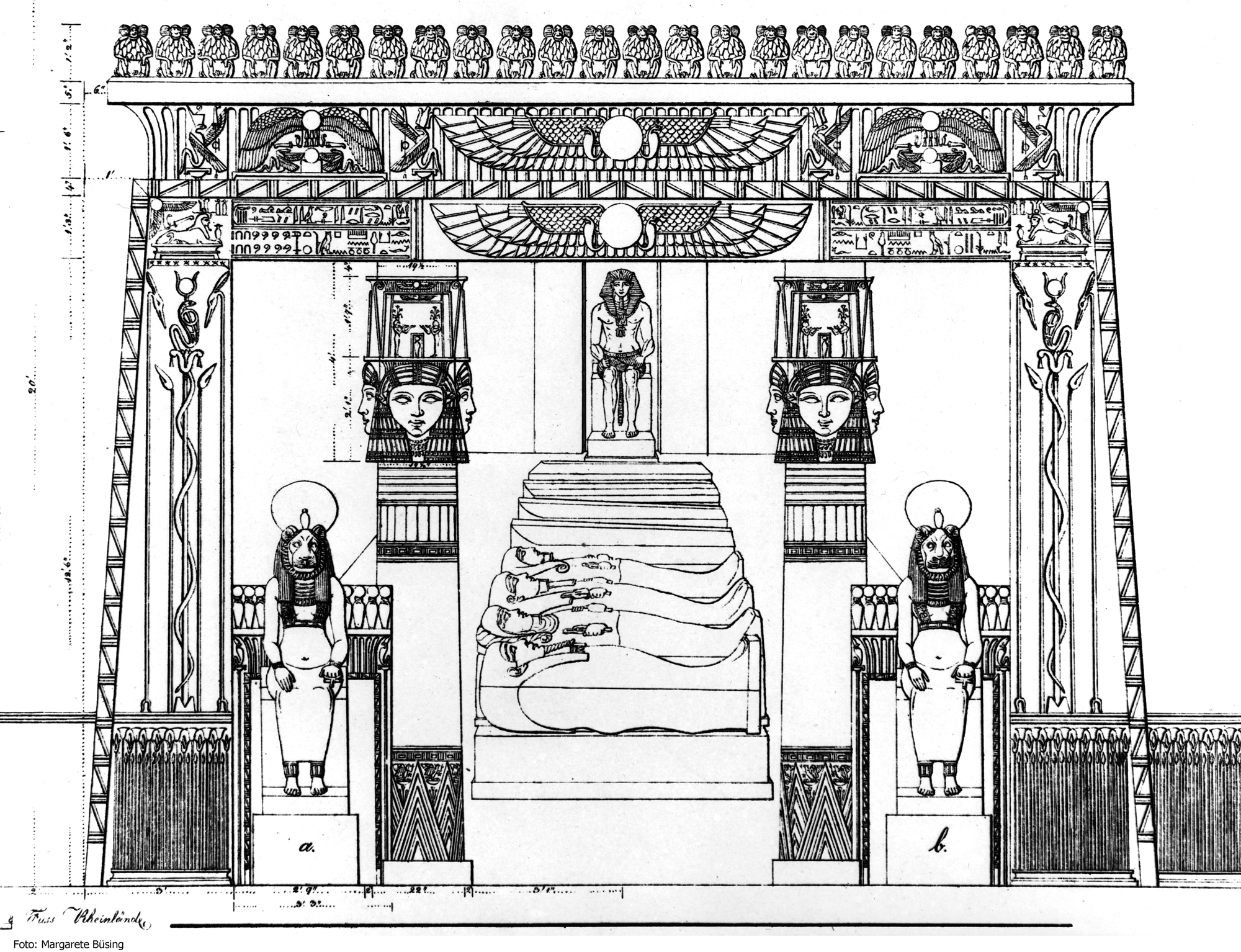
Entwurfszeichnung für die Innenausstattung des Neuen Museums von Passalacqua, 1841

Heinrich Brugsch beschrieb Passalacqua als geselligen Menschen, der oft in den Berliner Salons anzutreffen war und jeden Nachmittag über die Prachtstraße Unter den Linden spazierte. Am 21. April 1865 wurde er auf dem St.-Hedwig-Friedhof an der Liesenstraße in Berlin beerdigt; das Grab ist heute aufgelassen. Trotz seiner Bedeutung für die frühe Ägyptologie gab es keinen Nachruf auf Passalacqua, Fachvertreter wie Georg Ebers und Adolf Erman hatten keine hohe Meinung von ihm. Lange Zeit galt, dass es nicht einmal ein Bildnis von ihm gibt, bis in den 1990er Jahren Informationen über ein rundplastisches, vom Schadowschüler Julius Simony 1832 gefertigtes Porträt entdeckt wurde. Bislang wurde jedoch weder eine Abbildung noch das Original entdeckt. Mittlerweile gilt Passalacqua als wichtiger Vorreiter der Ägyptologie und fähiger erster Direktor der Sammlung, der mit seinen akribischen Studien und seiner Arbeit an einem Generalkatalog die Grundlage dazu legte, dass das Berliner Ägyptische Museum heute zu den bedeutendsten seiner Art in der Welt gehört. Die wohl wichtigste Leistung für die Stadt Berlin war das Vorantreiben eines neuen Museumsbaus auf der Museumsinsel, des Neuen Museums, in dem ab 1842 die ägyptologische Sammlung ihr neues Heim fand. Der Neubau wurde so schnell nötig, da Passalacqua früh erkannte, dass die binnen weniger Jahre auf 6.000 Artefakte angestiegene Sammlung mittelfristig einen großzügigeren Aufstellungsort benötigte. Er erhielt daraufhin die Möglichkeit, einen eigenen Entwurf einzureichen, den er 1843 in einem hochwertigen, selbst finanzierten Druck über Generaldirektor von Olfers beim König vorlegte. Ihm schwebte ein Gebäude vor, dass dem Zeitgeist folgend – es herrschte geradezu eine Ägyptomanie – auffallende ägyptisierende Elemente aufweisen sollte. Die Innendekoration sollte zwar Bezug auf die Objekte nehmen, deren eigene Strahlkraft jedoch nicht etwa mit zu grellen Farben übertönen. Er achtete auf Aspekte wie die Lichtverhältnisse, die Sicherheit oder auch ganz praktisch die Transportmöglichkeiten im Inneren. Da der Nachfolger Lepsius in vielem andere Ideen verfolgte, wurden viele der Konzepte Passalacquas für das Museum nicht umgesetzt oder schon kurz nach dessen Tode verändert. Er geriet über die großen folgenden Namen deutscher Ägyptologen für längere Zeit nahezu in Vergessenheit und wurde, wenn überhaupt, in erster Linie als geschäftstüchtiger und enthusiastischer Autodidakt erinnert.

## Publikationen
- Catalogue raisonné et historique des antiquités découvertes en Égypte. Galerie d’Antiquités Égyptiennes, Paris 1826, (Digitalisat – Internet Archive).